# Endomondo
Endomondo je društvena fitness mreža koja omogućava praćenje različitih sportskih aktivnosti pomoću pametnih telefona s GPS-om ili preko web stranice.

## O proizvodu
Endomondo je osmislilo troje danskih fitness entuzijasta koji su željeli potaknuti ljude da postanu aktivniji.
Endomondo prati različite aspekte sportskih aktivnosti kao što su brzina, potrošnja kalorija, trajanje, udaljenost, broj otkucaja srca itd. Potrebno je instalirati mobilnu aplikaciju na uređaj s Androidom, Windows Phoneom, iOS-om i BB10 OS-om. Udaljenost i brzina se računaju pomoću ugrađenog GPS-a u uređaju. Podaci se mogu unijeti i ručno na Endomondo web stranici  Arhivirana inačica izvorne stranice od 16. svibnja 2021. (Wayback Machine) iako je preporučeno koristiti aplikaciju.
Tijekom vježbanja Endomondo može svirati glazbu koju korisnik sam odredi, a pruža i audio povratne informacije. Dostupna su i razna natjecanja između korisnika koji se natječu u broju prijeđenih kilometara, potrošenih kalorija, itd.
Neki od sportova koje Endomondo prati su:
- trčanje
- biciklizam
- skijanje
- hodanje
- jahanje
- surfanje
- nogomet
- planinarenje
- itd.

## Akvizicija
U veljači 2015., američka tvrtka Under Armour je kupila Endomondo i MyFitnessPal (platforma za praćenje unosa kalorija i sportske aktivnosti) za ukupno 560 milijuna USD. Under Armour je u studenom 2013. godine kupio aplikaciju MapMyFitness, koja pruža slične usluge kao Endomondo, za 150 milijuna USD. Ovim akvizicijama Under Armourova Connected Fitness zajednica broji više od 120 milijuna registriranih korisnika.